# Țîghira, Ungheni
Țîghira este un sat din componența comunei Negurenii Vechi din raionul Ungheni, Republica Moldova.

## Personalități

### Născuți în Țîghira
- Filaret Pancu (n. 1965), episcop ucrainean, arhiepiscop de Fălești și Moldova de est